# Jean-Jacques Ceccarelli
 (janvier 2021).
La mise en forme du texte ne suit pas les recommandations de Wikipédia : il faut le « wikifier ».
Les points d'amélioration suivants sont les cas les plus fréquents. Le détail des points à revoir est peut-être précisé sur la page de discussion.
- Les titres sont pré-formatés par le logiciel. Ils ne sont ni en capitales, ni en gras.
- Le texte ne doit pas être écrit en capitales (les noms de famille non plus), ni en gras, ni en italique, ni en « petit »…
- Le gras n'est utilisé que pour surligner le titre de l'article dans l'introduction, une seule fois.
- L'italique est rarement utilisé : mots en langue étrangère, titres d'œuvres, noms de bateaux, etc.
- Les citations ne sont pas en italique mais en corps de texte normal. Elles sont entourées par des guillemets français : « et ».
- Les listes à puces sont à éviter, des paragraphes rédigés étant largement préférés. Les tableaux sont à réserver à la présentation de données structurées (résultats, etc.).
- Les appels de note de bas de page (petits chiffres en exposant, introduits par l'outil «  Source ») sont à placer entre la fin de phrase et le point final[comme ça].
- Les liens internes (vers d'autres articles de Wikipédia) sont à choisir avec parcimonie. Créez des liens vers des articles approfondissant le sujet. Les termes génériques sans rapport avec le sujet sont à éviter, ainsi que les répétitions de liens vers un même terme.
- Les liens externes sont à placer uniquement dans une section « Liens externes », à la fin de l'article. Ces liens sont à choisir avec parcimonie suivant les règles définies. Si un lien sert de source à l'article, son insertion dans le texte est à faire par les notes de bas de page.
- La présentation des références doit suivre les conventions bibliographiques. Il est recommandé d'utiliser les modèles {{Ouvrage}}, {{Chapitre}}, {{Article}}, {{Lien web}} et/ou {{Bibliographie}}. Le mode d'édition visuel peut mettre en forme automatiquement les références.
- Insérer une infobox (cadre d'informations à droite) n'est pas obligatoire pour parachever la mise en page.

Pour une aide détaillée, merci de consulter Aide:Wikification.
Si vous pensez que ces points ont été résolus, vous pouvez retirer ce bandeau et améliorer la mise en forme d'un autre article.
Jean-Jacques Ceccarelli, né le 20 septembre 1948 à Marseille (Bouches-du-Rhône) et mort le 28 avril 2017 dans le 4e arrondissement de Marseille, est un artiste français ayant œuvré dans les domaines du dessin, du collage, de l'objet, de la céramique, de la création de livres d'artistes et du mail art, depuis les années soixante-dix jusqu'à sa mort des suites d'un cancer.

## Biographie
Né dans une famille ouvrière originaire de Toscane, Ceccarelli a grandi dans le centre de Marseille et a suivi un apprentissage de chaudronnier avant de travailler en usine puis comme docker. Dessinant et peignant depuis l'enfance, des rencontres déterminantes vont se produire au milieu des années soixante avec les peintres Jacques Rouchenian et Yvan Daumas.Très vite, il reçoit les encouragements d'artistes comme Louis Pons ou Mario Prassinos. À l'âge de 24 ans, il décide de se consacrer à son art grâce au soutien de la galerie Noella Gest à Saint-Rémy de Provence.

### Le dessin
Les premières séries de dessins à la plume, de la fin des années soixante à la fin des années soixante-dix, s'appuient sur des photographies et des documents, photographies faites par Ceccarelli ou ses amis proches et illustrant des fêtes, des promenades et la vie nocturne de ses compagnons de dérive nourris par le situationnisme. Les dessins sont organisés comme des bandes dessinées sans texte ni légende dont les cases seraient de plus en plus incertaines. Ils sont creusés avec le trait aigu de la plume et de l'encre de Chine à la manière des graveurs. Les jeux d'ombre et de lumière comptent davantage que la description d'un personnage ou d'un objet. Les titres appartiennent aux événements, à leurs dates et à des lectures importantes comme celles de Jean Genet ou de Georges Bataille.
Au début des années quatre-vingt, les figures s'effacent, les formats grandissent et les techniques s'enrichissent : mines de couleur ou pigments dilués par la pluie, collages avec des papiers-peints (les Cahiers du Sud -1985), transferts, empreintes de papier carbone, filtres à café, jus de fleurs extraits par la presse du graveur, herbiers. Les dessins s'étendent par séries durant une année et plus où une forme et des matériaux développent une proposition : par exemple, ces patrons de couture en papier léger habillant de vastes pages (1986), ces couteaux de transfert carbone (1987), ces flaques séchées de brou de noix dans lesquelles sont tatoués des signes et des figures (Les peaux. 1998), ces poudres de pastels fixées en légers reliefs (Boucles, 2000)... Il reviendra par la suite à des figures centrées, au noir et blanc, à l'usage du simple crayon avec la série des Poules (2012) jusqu'aux ultimes dessins des Habits (2014).

### Les livres d'artistes
Ces livres manufacturés passant par diverses techniques de reproduction artisanales ou industrielles ne dépassent pas la quinzaine d'exemplaires. Travaillé séparément, chaque exemplaire est unique. Là aussi, le répertoire des formes et des inventions graphiques est en extension constante. Ce sont les fruits de collaborations avec des artistes et des poètes. Leur originalité consiste en un partage complet des étapes de la fabrication et les rôles ne sont pas impartis de façon stéréotypée (les poètes y dessinent autant qu'ils écrivent). Avec les poètes et écrivains Liliane Giraudon et Jean-Jacques Viton, Gérard Arseguel, Christian Guez-Ricord, Frédéric Valabrègue (Le show de l'épouvante et des girls en beauté, 1983, 3 ex.), la chorégraphe Martine Pisani (Plaque tournante, 1991, 2 ex.) ou les artistes Jean-Marc Haroutiounian, Thierry Thoubert (Huit photos avec Thierry Thoubert, 1991, 2ex.), Giuseppe Caccavale (Le grand Saint-Antoine, 1989, 2 ex.),, le livre commence par la collecte de matériaux et le choix d'un certain nombre d'éléments graphiques (transferts, pochoirs, tampons, empreintes).

### La marche. Les inventions de parcours.
De nombreuses œuvres de Jean-Jacques Ceccarelli résultent de déambulations ou de promenades dont il invente le parcours. En cela, il est un précurseur des marcheurs d'aujourd'hui, jalonnant, par exemple les pourtours de l'Étang de Berre de dalles votives y marquant son itinéraire personnel – ce qui fera l'objet d'une exposition – mais surtout de visites multiples de ses lieux de passage (Feuilles de route. Chantier. Carnets. Centre culturel de Vitrolles - 1988).
Les plans, les cartes, les dessins griffonnés pour trouver son itinéraire font l'objet de collections, par exemple ces nappes de pique-niques brodées avec la carte ou le tracé de leur emplacement géographique qui donneront lieu à des expositions et à un livre avec la poète Josée Lapeyrère.

### Les objets. Les boîtes. Les faïences.
Les montages et les assemblages d'objets ont commencé au tout début de l'œuvre avec le dessin et se sont vite détachés de l'esprit surréaliste et Dada pour devenir des vide-poches sans rébus ni énigmes, comme par exemple ces colonnes ou ces verticales d'empilements disparates dénommés par Ceccarelli des "ronds-points", petits monuments caustiques fait avec les jouets d'enfant cassés de la rue et de la poubelle. Il travaille aussi les techniques des faïenciers de Moustiers-Sainte-Marie lors d’une résidence-exposition dans l’Atelier J.M.V. Fine à l’été 1993 où il moule, entre autres, des têtes de poissons séchées.

### Représentation
L'œuvre de Ceccarelli a été représentée par la galerie Jeanne Bucher, à Paris, la galerie Athanor et la galerie du Tableau à Marseille. Elle a fait l'objet d'expositions dans de nombreux musées, centres d'art et FRAC, dans de nombreuses foires d'art contemporain (la FIAC entre autres), d'acquisitions par différentes collections publiques (FNAC Fonds national d’art contemporain Paris, musée Cantini à Marseille, etc.) et privées. Ses livres à un ou plusieurs exemplaires avec différents collaborateurs ont fait l'objet de présentations dans des galeries et des bibliothèques (Artothèque Antonin Artaud, ou dans les locaux de Documents d'artistes à Marseille, etc.).

### Ouvrages de référence
- Jean-Jacques Ceccarelli, dirigé par Daniel Hémard et Lionel Breton, photographies Patrick Box, textes de Frédéric Valabrègue, Christian Tarting et Liliane Giraudon, maquette Georges René, éditions Pernod Mécénat, 1988
- Ceccarelli, par Frédéric Valabrègue, photographies Claude Almodovar, Patrick Box, Jean-Louis Losi, galerie Jeanne Bucher, Editions André Dimanche Editeur, octobre 2009

## Expositions (sélection)

### Expositions individuelles
- 1975. Ceccarelli - Peintures, Dessins, Objets. Galerie Noëlla Gest, 5 rue de la Commune, 13210 Saint-Rémy de Provence. Du 7 décembre 1974 au 13 janvier 1975.
- 1976. Ceccarelli, dessins récents. Galerie Athanor, 11 Boulevard Onfroy 13008 Marseille. Du 16 mars au 15 avril 1976.
- 1982. Ceccarelli, Tracé des Ombres et des Malentendus. Galerie Noëlla Gest, 5 rue de la Commune, 13210 Saint-Rémy de Provence. Du 20 mars au 25 avril 1982.
- 1983. Ceccarelli, dessins. Galerie J. Millet Lapeyrade. La Chèvre qui danse, 45000 Orléans. Du 4 novembre au 4 décembre 1983.
- 1984. Chronique des enfants perdus. Double exposition à La Villa R. 13 rue Louis Gibert 13004 Marseille et à Blue Notes, 126 rue d'Aubagne 13006 Marseille. Du 15 décembre 1983 au 7 janvier 1984.
- 1986. Ceccarelli. Galerie Pierre Lescot, 153 rue St Martin 75003 Paris. Du 1er au 30 octobre 1986, dans le cadre des Journées Jeunes Créateurs Autrement.
- 1987. Jean-Jacques Ceccarelli, collages. L'autre Musée, 122 rue du Viaduc 1040 Bruxelles, Belgique Du 18 septembre au 24 octobre 1987.  Collages, oeuvres récentes de Jean-Jacques Ceccarelli. Musée d'Orange, rue Madeleine Roch, 84100 Orange. Du 17 juillet au 30 aoüt 1087.
- 1988. « Du Rocher à l’Etang », la piste des dalles. Commande publique / exposition à l’Office Municipal de la Culture de Vitrolles (BdR), commissaire Christine Breton,  livraison le 19 octobre 1987. Ceccarelli. Centre Culturel de Cherbourg, rue Vastel 50100 Cherbourg. Du 22 avril au 31 mai 1988.
- 1989. Ceccarelli. Galerie de la Gare, 84480 Bonnieux en Luberon. du 29 avril au 29 mai 1989.
- 1990. Ceccarelli. Galerie Jeanne Bucher, 53 rue de Seine 75006 Paris. Du 6 novembre au 1er décembre 1990. Ceccarelli  dessins – collages – objets, Galerie Athanor, 2 rue Moustier 13001 Marseille, du 15 novembre au 15 décembre 1990.
- 1992. Une Katabase. Jean-Jacques Ceccarelli, Gérard Arseguel. Centre d'art contemporain Boris Bojnev, 12 rue Grande, 04300 Forcalquier. Du 19 août au 15 septembre 1992.
- 1993. Le bal des ardents, Faïences. Atelier J. M. V. Fine. 04360 Moustiers Sainte-Marie. Eté 1993.
- 1994, "La Bibliothèque de J.J.C." Livres d'artiste Bibliophilie, Galerie Area, 10 rue de Picardie 75003 Paris, dans le cadre de la manifestation Livres / objets & papiers d'artistes. Du 8 décembre 1994 au 8 janvier 1995. Jean-Jacques Ceccarelli, Galerie Athanor, 84-86 rue Grignan 13001 Marseille du 31 mars au 14 mai 1994. Jean-Jacques Ceccarelli, La fragilité du rebord, oeuvres sur papier. Galerie Jeanne-Bucher 53 rue de Seine 75006 Paris. Du 20 octobre au 19 novembre 1994. Déjeuners sur l'herbe, exposition Jean-Jacques Ceccarelli. Le Radeau Art et Solidarité, 7 rue Consolat 13001 Marseille. Du 13 septembre au 15 octobre 1994
- 1995. Livres. Jean-Jacques Ceccarelli avec Giuseppe Caccavale et Gérard Arseguel. Galerie Susini, 19 Cours Sextius 13100 Aix-en-Provence. Déjeuners sur l'herbe, Librairie-Galerie La Marge 2000 Ajaccio du 1er au 31 octobre 1995.
- 1996. Jean-Jacques Ceccarelli, MEMO, regard sur les années 81 à 96, Galerie de la Gare, 84480 Bonnieux, du 25 mai au 8 juillet
- 1998. Les nappes. Galerie Mireille Batut d'Haussy, 5 rue de l'Arbalète 75005 Paris. Du 9 au 13 décembre 1998. 32, rue Estelle. Centre d'art contemporain, 1 Boulevard Painlevé 13800 Istres. Du 17 avril au 9 juin 1998. Ceccarelli Limons et Philtres, Galerie Jeanne-Bucher exposant à la 25ème F.I.A.C. d'octobre 1998.
- 2000. Ceccarelli, Château de Tours, 37000 Tours, du 1er avril au 7 mai 2000. Les Éditions André Dimanche accueillent Jean-Jacques Ceccarelli. Local des Cahiers du Sud, 10 Cours Jean Ballard 13001 Marseille. Du 25 novembre au 16 décembre 2000
- 2001. Ceccarelli, Œuvres 1999-2000, Centre d’Art Présence Van Gogh, 8 rue Estrine 13210 Saint Rémy de Provence, du 24 mars au 13 mai 2001
- 2002. Jean-Jacques Ceccarelli, Autour d’Isola, Galerie Jeanne-Bucher, 75006 Paris, du 31 janvier au 2 mars 2002. Jean-Jacques Ceccarelli, œuvres 1980 – 2002, Galerie Athanor 84-86 rue Grignan 13001 Marseille, du 12 septembre au 19 octobre 2002
- 2003. Carte Blanche à Jean-Jacques Ceccarelli, Galerie du Tableau, rue Sylvabelle 13006 Marseille. Juin 2003.
- 2004. Jean-Jacques Ceccarelli, du dessin au livre d’artiste, Ecole Supérieure des Beaux-Arts de Nîmes, Hôtel Rivet 30033 Nîmes, du 26 février au 19 mars 2004. Jean-Jacques Ceccarelli, Tour Philippe Bel, 30400 Villeneuve-lez-Avignon, du 5 juin au 29 août 2004.
- 2005. Jean-Jacques Ceccarelli, topographie mouvante, Galerie Jeanne-Bucher  53 rue de Seine 75006 Paris, du 28 janvier au 5 mars 2005.
- 2006. Jean-Jacques Ceccarelli, Dessins, Médiathèque de Mandelieu, 06210 Mandelieu-la-Napoule, du 7 au 31 décembre 2006. Présentation de livres d'artistes. Documents d'artistes, Friche de la Belle de Mai, 41 rue Jobin 13003 Marseille.
- 2007. Ceccarelli. Des petites bêtes sur le chemin. Galerie Alain Paire, 30 rue du Puits Neuf 13100 Aix-en-Provence. Du 3 mai au 23 juin 2006.
- 2009.  Jean-Jacques Ceccarelli, Galerie Polysémie, avec la collaboration de Jean-Pierre Alis, Cours Pierre Puget, 13006 Marseille, du 5 novembre au 12 décembre 2009
- 2010 Ceccarelli, douze dessins grands formats de 1985 à 2006. Galerie Jeanne Bucher. Paris. Du 11 mars au 10 avril 2010. A l’occasion de la parution de sa monographie aux Editions André Dimanche.  Œuvres Récentes de Jean-Jacques Ceccarelli . Abbaye de Silvacane, 13640 La Roque d’Anthéron. Du 25 septembre au 6 novembre 2010.
- 2012. Jean-Jacques Ceccarelli, Galerie Najuma, 107 rue Breteuil, 13006 Marseille, du 22 novembre au 15 décembre 2012
- 2014. Jean-Jacques Ceccarelli, Danses et Poules Imaginaires 2010-2014, Galerie Art Est-Ouest, Cours Franklin Roosevelt 13001 Marseille, du 2 au 23 décembre 2014.
- 2016. Jean-Jacques Ceccarelli, Les Chiens de Jean, Artothèque Antonin Artaud, 13013 Marseille, du 27 avril au 9 juin 2016

### Expositions collectives
- 1971. Arbre de Sosie. M.J.C Corderie et Galerie Humbert. Marseille.
- 1972. Nouvelles acquisitions. Musée Cantini. Marseille.
- 1977. FIAC. Grand Palais. Paris
- 1980. Présence contemporaine. Centre culturel français de Rome. Rome. Italie.
- 1982. XXVIIIe salon de Montrouge. Montrouge.
- 1985. ARCO. Foire d'art de Madrid. Espagne.
- 1986. Art-jonction. Foire internationale d'art contemporain. Nîmes.
- 1988. Musée Ziem. Martigues.
- 1989. Artistes autour des Éditions Unes. Lo Pais. Draguignan.
- 1990. La nouvelle BS (revue). Maison de la poésie (Le Refuge). Marseille.
- 1992. Cinq années d'acquisitions. FDAC. Val de Marne. Créteil.
- 1994. Dessins... dessins... Musée de Digne. Digne.
- 1997. XV Foire d'art actuel. Bruxelles. Belgique.  Tres artistes de Provenza en Veruela. Monasterio de Veruela. Zaragoza. Espagne.
- 1998. France Sud/Bucarest. Galerie Apollo. Bucarest. Roumanie.  Sketches of France. Queen's Hall. State Library of Victoria. Melbourne. Australie.
- 1999. A Transatlantic Affair. Galerie du Tableau. Jeffrey Coploff Gallery. New York. États-Unis
- 2000. Fortunes du regard. Espace Paul Ricard. Paris.  Habemus corpus. Kulturfabrik. Galerie Beim Engel. Luxembourg.  Pour Bernard Noël. Galerie Remarque. Trans-en-Provence.
- 2001. Lettres d'art. Musée Roger Quillot. Clermont-Ferrand.
- 2002. Vu d'ici. Château de Lauris. Lauris.  L'esprit des choses. Fondation Regards de Provence. Marseille.
- 2003. L'affiche. L'œil écrit. Médiathèque François-Mitterrand. Saintes.  90 artistes pour Bernard Noël. Le Carré d'Art. Nîmes.
- 2005. Les feuilles secrètes de Monsieur B. Ligny-en-Brionnais.
- 2007. Vengeances hâtives. URDLA. Villeurbanne.  Noirs dessins. Galerie Alain Paire. Aix-en-Provence.
- 2008. Inventions, recyclages et métamorphoses. MAC. Marseille.  I colori d'Umani. Associu pè una Fundazione di Corsica. Bastia.
- 2010. L'enfance de l'art. Galerie du Conseil Général des Bouches-du-Rhône. Aix-en-Provence.
- 2015. Le présupposé du blanc, de Pontormo à Bruce Nauman. Un choix de Gérard Traquandi. Musée des Beaux-Arts Palais Longchamp. Marseille.

### Œuvres dans des collections publiques
- Musée Cantini, MAC Musées d'Art Contemporain de Marseille, Fonds Communal d'Art Contemporain, Marseille. « Douze figures carrées », 12 dessins de 1971. Plume et lavis sur papier, 65 x 50 cm et 73 x 54 cm. « Sans titre » peut-être « Détritus », 1971, dessin à la plume sur papier, 50 x 64,7 cm. « La Guerre », dessin oct 1997, 200x150 cm. « Le Soir », livre d’artiste, exemplaire unique, 1992, format à l’italienne 30 x 42 cm. Composé de 13 planches au format panoramique 28 x 80. « Vous voyez là un réveillon », novembre 1981, 89,8 x 63,6 cm, « Face à face », février 1985, dessin 150 x 100 cm. « Faire le bête » n°184, mars 1985, 148 x 98 cm. « Cahiers du Sud », n°216, février 1986, 120 x 80 cm.
- Musée Grobet-Labadié, Faïences de Moustiers créées par l'artiste, 2 grands plats circulaires diam 43 cm, 1 grand plat oblong 60 x 30 cm, 1 assiette circulaire diam 30,5 cm. Et leur 4 dessins préparatoires
- Direction des Bibliothèques de la Ville de Marseille. Livres d’artiste « six degrés au dessus de Zoro », 225 x 465 mm, 1990, réalisé en 18 ex. « Qui », 245 x 205 mm, 1996, réalisé en 7 exemplaires. « Partition pour Daniel Moss », 340 x 255 mm, 1995, réalisé en 8 ex.. « Marseille », 465 x 330 mm, 1989, réalisé en 1 exemplaire
- FRAC Provence Alpes Côte d’Azur. Fonds Régional pour l'Art Contemporain « Sans titre  n°116 », dessin 1982, 110x81 cm. « L’Etoile de Moustiers » dessin février 1989, 223 x 128 cm.
- Conseil Général des Bouches-du-Rhône, « Pour recommencer » dessin 1992, (achat pour le collège 900 de Gignac la Nerthe). « ça danse, ça vole », deux dessins 160 x 124 cm, 2009.
- Centre National des Arts Plastiques, Paris Fonds National d'Art Contemporain « L’idée de meurtre évoque souvent l’idée de mer », dessin janvier 1976, 75,5 x 56,7 cm. « Télévision : de ce qui perdure de perte pure à ce qui ne parie que du père au père », dessin novembre 1975, 56,5 x 76 cm.
- Bibliothèque Nationale de France, Paris. Un, deux, trois, prestidigitateur, livre d’artiste, 1998
- MAMAC de Nice, «Sans titre », dessin 1994. 124 x 160 cm
- MAC VAL du Val de Marne, « Pour Walter Benjamin », dessin 1991, 56 x 76 cm.
- Fondation Vincent Van Gogh, Arles « Morceaux de Van Gogh 1987-1988 », dessin, 1988, 120 x 80 cm
- Centre d’Art Contemporain, Istres, « Les Grotesques », dessin, 1983, format 120 x 80 cm. « Tache personnage » et « De la guerre »
- Musée d’Orange
- Musée Ziem, Martigues
- Musée de la Peinture, Grenoble, « Saut de l’ange >>, n°87, dessin novembre 1980. 56,5 x 76 cm. « Le Ventoux comme des marches », dessin mars 1981, 90 x 64 cm.
- Musée de Sèvres, Faïence de Moustiers, 1994, 2 visages soclés (fragments de plat)
- Centre Culturel de Cherbourg

## Livres
(janvier 2021).
- Derrière la Nudité, texte de Tita Reut, illustrations Jean-Jacques Ceccarelli, éditions Alin Avila, 1994
- Madame de Sévigné, Editions Mango - Album Dada, coll. « Il suffit de passer le pont », mai 1996.
- 1, 2, 3, 4, 5, 6, 7, 8, JEUX, Josée Lapeyrère, 8 sérigraphies originales de Jean-Jacques Ceccarelli, 35 ex., éditions Arrimage - Il Giocatore, Marseille, 2000
- Le Montesquieu, Lettres Persannes, images de Jean-Jacques Ceccarelli. Collection "Il suffit de passer le pont" dirigée par Héliane Bernard et Alexandre Faure, Mango Jeunesse - Album Dada, février 2001.
- L’Autre Regard, de Jacqueline-Dominique Saver illustrations Jean-Jacques Ceccarelli, éditions Nouveaux Auteurs, 2005

## Textes
(janvier 2021).
- In Les Athevains n°13, mai-juin 1982
- In Alternes n°4/5, 1er et 2ème trimestre 1983
- In Regard n°12, numéro dédié à Jean-Jacques Ceccarelli, publication Marie Morel, La Roque d’Anthéron, printemps 1988
- In Ceccarelli à la Galerie Jeanne Bucher, Paris, catalogue exposition Aquarelles et collages, novembre-décembre 1990
- In Taktik Hors-Série Bôzart, Marseille, février 1994
- In Planète Sud Hors-Série Spécial Musées, Marseille, 28 mai 1994
- In Ceccarelli à la Galerie Jeanne Bucher Paris, La Fragilité du Rebord, œuvres sur papier, livret, octobre-novembre 1994
- In Collection de la Fondation d'Entreprise Provence Côte d'Azur, par Claude Fournet, conservateur en chef du Patrimoine, Directeur des Musées de Nice, 1995
- In Fondation Vincent Van Gogh Arles, œuvres peintes sculptures 1988-1996, catalogue œuvres acquises, janvier 1996
- In Dionysiaques ou apolliniens… 22 artistes de Marseille au Musée de Menton, catalogue exposition conçue par Jean-Paul Portes, Nisou Costa, Luc Guiol, éd. Association Artistes - Marseille – Méditerranée, septembre 1999
- In L'Affiche, revue murale de poésie. 10 ans de création, Didier Vergnaud, Le Bleu du Ciel, Bordeaux, juin 2000
- In Vengeances hâtives, récolte 2007 à Villeurbanne, livret, URDLA,Centre International Estampes & Livres, octobre 2007
- In J.M.V Fine à Moustiers, un atelier de faïence à la fin du XXe siècle, association Entrée Libre MCD , 2008
- In De l'œil à la main et son détournement, catalogue exposition au Centre d'Art Contemporain de Châteauvert, conçue par André Lauro, texte-entretien de Jean-Jacques Ceccarelli par Liliane Giraudon, 2010
- In L’Affiche de poésie 1990 > 2010, Didier Vergnaud, Le Bleu du Ciel, Coutras, 2011